# 桃太郎まつり
『桃太郎まつり』（ももたろうまつり）は、ハドソンより2001年3月21日に発売されたゲームボーイアドバンス用ソフトであり、ゲームボーイアドバンスのローンチタイトルのひとつ。RPGの要素を含むミニゲーム集で、公式ジャンル名は「バラエティRPG」。2001年9月13日には、新たな要素を加えたPlayStation用ソフト『桃太郎まつり 石川六右衛門の巻』（ももたろうまつり いしかわろくえもんのまき）が発売された。

## 概要
2001年1月1日に発売されたゲームボーイカラー用ソフト『桃太郎伝説1→2』（『桃太郎伝説ターボ』と『桃太郎伝説II』のリメイク版）の後日談にあたる内容で、平和になった世界の各地を主人公の桃太郎が訪れる。本作では、従来のシリーズ作品のようにフィールドを移動して冒険するRPG的な要素はあるものの敵との戦闘は一切なく、作中の世界各地で行われているミニゲーム「ゆうぎ」をプレイすることが本作の主題となる。ゆうぎでの成績に応じて桃太郎に段位が与えられる。
世界各地で桃太郎の名を騙り悪事を働いている「ニセ桃太郎」（柿太郎）を巡るストーリーが展開される。
当時放送されていたラジオ番組「有限会社桃太郎商店」に出演していたアリtoキリギリスと堀越のりがゲスト出演している。
『石川六右衛門の巻』では「石川六右衛門」率いる「鬼面党」を巡るストーリーが追加されている他、新規のゆうぎが追加されており、4人対戦も可能となっている。また池毅が作曲に参加しており、本作（石川六衛門の巻）が池毅の桃太郎シリーズ初参加作品となった。

## 登場するゆうぎ
ぐうすうタヌキ
一度にサイコロを5個振り、出た目の数字の合計が偶数であれば成功。出た目の合計×30点を獲得し、再度振る。一度でも奇数を出した時点で終了となる。
おにタタキ
上下左右の井戸から出てくる鬼を叩く。鬼は赤鬼・青鬼・キングボンビー・あまのじゃくの4種類。キングボンビーは2回叩かなければならず、あまのじゃくは攻撃はしないが出現時間が短い。また、仙人と町娘を叩くと減点。また、鬼を叩くのが遅いと攻撃されてしまい1ミスとなる。
制限時間60秒を経過するか、3ミスで終了。60秒経過による終了時に特定条件を満たしているとボーナスも加算される。
きんぎょすくい
ポイを動かして桶の中の金魚をすくっていく。小金魚・赤デメキン・大金魚・黒デメキンの順に点数が高いが、すくう難易度も高い。また、「貧面魚」をすくってしまうと減点となる。2匹同時に救うと得点が2倍となる。制限時間90秒が経過するか、ポイが完全に破れた時点で終了。
ハリセンちょっぷ
妖怪の「びろーん」との対決方式でおこなうゆうぎ。画面上のタイマーが0になり「勝負!」となった時にできる限り早くボタンを押す。対戦相手のびろーんよりも早ければ相手をハリセンで跳ね飛ばすことができる。得点は早さによって決まるため、当然0秒フラットが最高得点となる。ただし、びろーんよりも遅いかタイマーが0になる前に押してしまうと0点。
3回勝負を行うが、勝利すると対戦相手が変わり、相手が反応するまでの速さと得点単価がアップする。3回の合計得点が成績となる。
タヌキスロット
ゲームを開始すると7体のタヌキが変身を始めるので、プレイヤーはボタンを押し1体ずつタヌキの変身を止める。タヌキは地蔵・町娘・赤鬼・ウサギ・タヌキ（変身できず）の5種類に変身。地蔵が最高得点だが、タヌキの場合は0点。また、同じ種類で連続して止めるとボーナスも加算される。
タヌキの変身速度は徐々にアップするが、通常のスロット同様出目の順番は固定されている。
カチカチ大レース
カチカチ山を登るレース。ふもと・洞窟・山頂付近の3エリアに分かれており、道中で化けているタヌキに当たってしまうと少し押し戻されダイムロスとなる。また、火に当たってしまうと水に入るまで制御が効かなくなってしまう。山頂に着くまでのタイムを競う。
ストーリー上クリア必須。
うなれ!金太郎けん
フィールド内に点在する岩をパンチして壊す。一定回数叩くごとに転がる岩、叩くと爆発し一定時間行動不能になる岩、叩くと吹き飛び当たった岩もろとも壊れる岩がある。60秒以内に壊した岩の数によって成績が決まる。
ストーリー上クリア必須。
えらんでだんご
画面端から金太郎が注文する通りに、上から降る団子（赤・白・緑）を刺して団子串を作る。作り終えて金太郎の元へ持っていけば成功。ただし、団子にぶつかると刺した中で一番上の団子が消えてしまう。また、泥団子を刺した場合は刺した全ての団子が消える。また、点滅した団子を刺すと注文にあった団子の色に変化するうえ、ぶつかっても団子が消えない。
間違った団子を刺してしまうか、1回の制限時間60秒を過ぎてしまうと1ミス。3ミスをするか一定数クリアするまで行う。
オニまとあて
はじめにスポットライトによって一瞬だけ的の位置が明かされ、その後、右上→左上→左下→右下の順に照準が移動していくので、鬼の的の中心を狙って矢を当てていく。
的は鬼が5つ、キングボンビーが1つ、村人が2つとなっており、キングボンビーは高得点、地蔵・村人は当てると減点となる。どちらも中心に近いほど得点・減点も高い。
3回行うが、回が進むにつれスポットライトの速度・照準の移動速度が早くなり得点も上がる。
ふくわらい
はじめにお手本となる絵を記憶し、最初に表示される輪郭の部分を頼りに各パーツの角度を整えて置いていく。置いたパーツは消えて見えなくなる。全てのパーツを置いた後に元の絵とどれだけ一致しているかで点数が決定する。
絵は金太郎・赤鬼・貧乏神の3種類でランダム。あまりにもかけ離れている場合はマイナス点になることもある。
はねつきじごく
5体の鬼が打ってくる羽根を打ち返す。色は赤・青・黄・緑・桃・レインボーの6種があり、順に得点が高くなる。羽根に体が当たると一定時間行動不能となる。90秒で獲得した得点を競う。
にらめっこあっぷっぷ
お面屋で作った面を使って行う。作ったお面と相手のお面を比較し、3人の審査員が評価。勝てば評価の合計が得点となる。
パーツによって獲得できる得点も変わるが、審査員によって笑いのつぼが異なるため点数が高いお面でも試合に勝てるとは限らない。
また、各地にはお面やで作れるお面そっくりの顔を持つ人も多く存在する。
つるつるつるりん
40階建ての氷の塔を登るタイムレース。塔内の床は押した方向と反対方向に動く「氷の床」、行きたい方向に表示されたキーを押して進む「デコボコの床」、タイムロスとなる「トラばさみ」や下の階に落ちてしまう穴などを潜り抜け、最上階を目指す。一部エリアではエリア内に配置された桃マークをすべて集めなければ進めない場所もある。
ストーリーに絡むゆうぎであり、初回は40階を一気に登らなければならないが、一度クリア後は10階ごとのラップタイムが記録され、好きな所からチャレンジすることができる。
もちつきぺったんこ
金太郎がつく餅の合間に手水を付けていく。1回つけるごとに得点が入るが、挟まれてしまうと1ミス。3ミスするか90秒経過するまでの得点を争う。
一定得点に到達するたびに餅をつく速度が上がるが、その分得点単価もアップする。
じゃんけん7
鬼の「あしゅら」とじゃんけん7本勝負を行う。ただし、出す手は開始時に7戦分決定してから行う。勝つかあいこなら得点。連勝すればするほどボーナスが加算される。
どっちでSHOW
2つの木の間をキャラクターが移動し、移動終了後、指定されたキャラクターが左右どちらにいるかを当てる。正解すれば問題となったキャラクターに応じて得点。不正解で終了。プレイヤーの解答時間は全問通して30秒で、時間切れの場合も終了となる。最初は金太郎・浦島太郎・夜叉姫の3人のみだが、連続正解が進むと登場するキャラクターも多くなる。得点はキャラクターの大小や移動速度に応じて異なり、場合によっては「不正解で減点」となるキャラもいる。最大で30問まで挑戦可能。
すずめのしゅぽぽ
ヘビゲームの要領でエリアに散らばったすずめたちを集め、スタート地点である親すずめの元に戻ってくる。障害物や集めたすずめに当たってしまうと失敗。クリアまでのタイムを競う。
このゆうぎのみ村では遊べず、フィールド上の特別な場所で遊ぶことができる。段位認定は全ステージ成功時に初めて判断される。全ステージのクリアタイムの合計で判断されるが、一度クリアしたステージはゆうぎずかんから自由に選んで挑戦できる。
じゃぶじゃぶレース（お堀で水泳大会！）
きぼうの都のお堀を使ったすごろく対決。プレイヤーの桃太郎・夜叉姫・貧乏神・黒ガッパがお堀を一周する早さを競う。
通常時はサイコロは2個だが、特別な能力として桃太郎・夜叉姫はたまに振れるサイコロが3個となる。
貧乏神は時折キングボンビーに変身し、悪行で「自分を含むランダムな2人の位置の入れ替え」「自分以外の誰か1人を1回休み」にする。
黒ガッパはたまに他プレイヤーの所へ行き、サイコロを1個盗む。その場合、そのターンでは黒ガッパはサイコロ3個、盗まれたプレイヤーは1個となる。
段位は無く、桃太郎が1着（他キャラとの同着可）になれば勝ちとなり賞品がもらえる。
たこたこあがれ
タケトンボ・雷・オニたこ・ペペペマン・UFO（PS版では隕石・風神・雷神・デビルが追加される。）といった障害物をかわして、桃マークを取りながらゴールの月面を目指すゲーム。3回障害物にぶつかるとミス。
ウサカメレース
レースをするウサギとカメ計8匹のうち、1位が誰になるかを予想するゲーム。走っているキャラクターに応援もしくはブーイングをすることである程度速度を調整できる。
レッツ！まくらなげ
鬼に枕を投げてスコアを競うゲーム。鬼に枕を当てると300点、鬼の投げた枕に当たると-200点。PS版では桃太郎・金太郎・浦島・夜叉姫による4人対戦が可能。
カゴしょってGO！
木から落ちてくる桃をかごに入れるゲーム。イガグリに当たると減点。
ストーリー上クリア必須。
ザックザク！（宝さがしゲーム）
屋敷中に隠されたお金を探し、100両集めてスタート地点にいる人に話しかけるとクリア。
ダルマおとし
積まれたオニやキングボンビーのブロックを、上に載っている金太郎・浦島・夜叉姫を落とさないように飛ばすゲーム。
えんやとっとレース
船を漕いでゴールを目指すレースゲーム。
ストーリー上クリア必須。
オニのつめあと
黒河童に盗まれた桃まんを取り返して、ゴールにいる地蔵に渡すゲーム。
みやこでGO！
希望の都をどれだけ早く1周できるかを競うゲーム。
桃パズル
15パズルをいかに早く完成できるかを競うゲーム。
ストーリー上クリア必須。

### 石川六右衛門の巻（PS版）で追加されたゆうぎ
ゆらゆらローソク！
洞窟内の各所にある蝋燭に明かりを灯すゲーム。桃太郎が持っている蝋燭の火が消えるとゲームオーバー。
お餅焼けたかな？
網の上で焼けていくお餅を取るゲーム。焼けていなかったり焦がしてしまったりすると減点。
飛べ！水龍
桃太郎を乗せた水龍を操作してキングボンビーを倒すシューティングゲーム。
花火色合わせ！
漂う火の玉を同色の花火で消していくゲーム。
余計にまわしましょう！
指示通りにボタンを入力し、カサの上の玉を落とさないようにするゲーム。
ドサッと一本釣り！
用意された3つの釣竿を使い、時間内にたくさんの魚を釣るゲーム。
風車くるりん
並んだ5色の風車を同じ色で3つずつ繋いで消していくゲーム。
とんとん相撲
○ボタンと×ボタンをリズムよく押して相手の紙人形を倒すゲーム。
吹き矢でシュッ！
吹き上げられた紙の的を吹き矢で射貫くゲーム。
種まきドンドン！
指示通りにボタンを入力して、種をまきながらゴールを目指すレースゲーム。
カキ氷きーーーん！
ボタンを連射してかき氷を作るゲーム。1人でプレイする場合は桃太郎のみを操作。2人対戦の場合はそれぞれ桃太郎と金太郎を操作してかき氷を作る。4人対戦の場合は桃太郎・浦島チームと金太郎・夜叉姫チームに分かれ、桃太郎と金太郎はボタン連打でかき氷を作り、浦島と夜叉姫もボタン連打でかき氷を食べる。
大漁ずんどこ節
船の上からアミを投げ、海中の魚を掬い上げるゲーム。
忍者だホイ！
画面下から上がっていく凧を手裏剣で撃ち落とすゲーム。名前の元ネタはさくま・土居・関口が過去に手掛けたアスキーのRPG『忍者らホイ! 痛快うんがちょこ忍法伝!!』。
GO!GO!茶釜リング
茶釜を滑らせ、氷の上に書かれている数字の上に止めるカーリングのようなゲーム。
ぐるぐる寿司
流れ続ける寿司をひたすら食べるゲーム。

## カード
ゆうぎで免許皆伝となるなどの条件を満たすことでカードがもらえる。GBA版では「おまつりカード」、PS版では「方言カード」となっており、それぞれ絵も異なる。おまつりカードのイラストはキャラクターデザインを担当する土居が手掛けているが、方言カードのイラストは長島弘美が担当している。

### 桃太郎まつり
- 桃太郎まつり（ハドソン公式サイト） - ウェイバックマシン（2002年8月8日アーカイブ分）
- 桃太郎まつり（ハドソンニュースリリース） - ウェイバックマシン（2005年5月31日アーカイブ分）
- 桃太郎まつり（任天堂の紹介サイト） - ウェイバックマシン（2004年2月19日アーカイブ分）
- 桃太郎シリーズ最新作謎のキャンペーンその1 - ウェイバックマシン（2004年8月4日アーカイブ分）
- 桃太郎シリーズ最新作謎のキャンペーンその2 - ウェイバックマシン（2004年8月4日アーカイブ分）

### 桃太郎まつり 石川六右衛門の巻
- 桃太郎まつり 石川六右衛門の巻（ハドソン公式サイト） - ウェイバックマシン（2007年9月17日アーカイブ分）
- 桃太郎まつり 石川六右衛門の巻（ハドソンニュースリリース） - ウェイバックマシン（2005年8月16日アーカイブ分）